# کارسینوم آدنواسکوآموس
کارسینوم آدنواِسکوآموس (انگلیسی: Adenosquamous carcinoma؛ بخوانید: آدنو اِسکوآموس) نوعی سرطان است که از سلول‌های بافت پوششی و سلول‌های غده‌ای‌شکل تشکیل شده است. در مقایسه با آدنوکارسینوم در برخی سرطان‌ها، کارسینوم آدنواسکوآموس تهاجمی‌تر است. کارسینوم آدنواسکوآموس ۱ تا ۴ درصد از انواع برون‌ریز سرطان لوزالمعده را تشکیل می‌دهد.